# Vic-de-Chassenay
Vic-de-Chassenay – miejscowość i gmina we Francji, w regionie Burgundia-Franche-Comté, w departamencie Côte-d’Or.
Według danych na rok 1990 gminę zamieszkiwały 264 osoby, a gęstość zaludnienia wynosiła 10 osób/km² (wśród 2044 gmin Burgundii Vic-de-Chassenay plasuje się na 649. miejscu pod względem liczby ludności, natomiast pod względem powierzchni na miejscu 246.).